# Fahala
El Fahala es un río del sur de la península ibérica perteneciente a la cuenca mediterránea andaluza, que discurre en su totalidad por el territorio del centro de la provincia de Málaga (España). 

## Curso
Es un afluente del río Guadalhorce, de unos 16 km de longitud. Nace en el puerto de los Pescadores, entre la sierra de Mijas y la sierra Alpujata, dentro del término municipal de Alhaurín el Grande. Discurre en dirección nordeste hasta el paraje de La Colonia, en el municipio de Cártama, donde vierte sus aguas al Guadalhorce.  

## Cuenca
La cuenca de río Fahala abarca una superficie de 62 km² que recoge las aguas del cordón Montañoso Litoral en la mitad oriental de su  vertiente norte hasta el Guadalhorce. La dínamica del cauce ha formado aluviales de cierta entidad permitiendo con ello la aparición de huertas dando lugar al paisaje agrícola característico de las riberas del Fahala.

## Flora y fauna
Todo el curso del Fahala está incluido en la Zona de Especial Conservación (ZEC) Ríos Guadalorce, Fahalas y Pereilas por la presencia de hábitats naturales.